# Band Aid
Band Aid var en velgørenheds musikgruppe, der hovedsagelig bestod af britiske og irske musikere.

## Historien
I 1984 indspillede en lang række kunstnere nummeret “Do They Know It’s Christmas?” skrevet af Bob Geldof og Midge Ure til fordel for Afrika. Kunstnerne kaldte sig Band Aid, og singlen blev en global kæmpesucces og med LIVE AID koncerten året efter sørgede Geldorf og Ure for at Afrika blev sat på den politiske dagorden.
Geldof stod for teksten, mens Ure skrev musikken og stod for korarrangementerne til sangen.
I 1989 kom det første cover af sangen og 2004 gik en ny gruppe kunstnere sammen om atter at indspille ”Do They Know It’s Christmas”. Formålet var det samme: at skaffe penge til Afrika, nærmere bestemt Darfur-regionen i Sudan.
Gruppen af engelske kunstnere, der har genindspillet singlen, kalder sig Band Aid 20 og består bl.a. af Chris Martin (Coldplay), Bono, Paul McCartney, Robbie Williams, Josh Stone, Dido, Jamelia, Travis, Beverley Knight, The Sugababes, osv. 
I forbindelse med Ebola-udbruddet i Vestafrika 2014, sammensatte Geldorf og Ure endnu en masse kunstnere i Band Aid 30, i forsøget på at samle penge ind til at hjælpe.